# Winthemia verticillata
Winthemia verticillata là một loài ruồi trong họ Tachinidae.